# 이 눈물 별이 되어라
〈이 눈물 별이 되어라〉(일본어: この涙 星になれ)는 일본의 밴드 ZARD의 31번째 싱글 앨범이자, 밴드 ZARD가 처음으로 12cm CD로 발매한 맥시 싱글이며, 1999년 12월 1일 발매되었다. (12cm CD: JBCJ-1027) 작사는 사카이 이즈미가, 작곡은 이와이 유이치로(岩井勇一郎)가, 편곡은 후루이 히로히토(古井弘人)가 맡았다. 이 곡은 TV 아사히에서 방송되었던 드라마 《과수연의 여자》의 주제곡으로 사용되었다.
B사이드 곡은 〈추·억〉(お・も・ひ・で)이며 작사는 사카이 이즈미가, 작곡은 테라오 히로시(寺尾広)가, 편곡은 후루이 히로히토와 토쿠나가 아키히토(徳永暁人)가 맡았다. 이 곡은 TV 아사히에서 방송되었던 프로그램 《사치스런 휴일》의 테마곡으로 사용되었다.
싱글은 오리콘 주간 싱글차트 5위에 올랐으며, 6주간 차트에 머물렀다.

## 수록곡
| #            | 제목                                           | 작사          | 작곡            | 편곡                                | 재생 시간 |
| ------------ | ---------------------------------------------- | ------------- | --------------- | ----------------------------------- | --------- |
| 1.           | 〈〈이 눈물 별이 되어라〉〉 (この涙 星になれ)  | 사카이 이즈미 | 이와이 유이치로 | 후루이 히로히토                     | 5:34      |
| 2.           | 〈〈추·억〉〉 (お・も・ひ・で)                 | 사카이 이즈미 | 테라오 히로시   | 토쿠나가 아키히토 / 후루이 히로히토 | 4:19      |
| 3.           | 〈〈이 눈물 별이 되어라〉〉 (Original Karaoke) |               |                 |                                     | 5:34      |
| 4.           | 〈〈추·억〉〉 (Original Karaoke)               |               |                 |                                     | 4:18      |
| 5.           | 〈〈이 눈물 별이 되어라〉〉 (Remix)            |               |                 |                                     | 5:01      |
| 총 재생 시간 | 총 재생 시간                                   | 총 재생 시간  | 총 재생 시간    | 총 재생 시간                        | 24:46     |

## 주해
1. ↑  이는 ZARD의 공식 홈페이지 WEZARD에서 사용중인 표기이지만, 싱글 자켓에는 "れ"획 끝부분에 작은 별이 그려져 있어 일부 사이트에서는 "この涙 星になれ☆"로 표기하기도 한다.